# Ходько Іван Михайлович
Іва́н Миха́йлович Ходько́  (близько 1849, Київ, Київська губернія, Російська імперія  — 2 березня 1881, Мещовськ, Калузька губернія, Російська імперія) — український діяч народницького руху, прихильник бакунізму. Був учасником «Гуртка американців» та «Київської Комуни», притягувався до дізнання під час «Великого процесу».

## Біографія

### Навчання та початок революційної діяльності
Іван Ходько народився близько 1849 року у Києві, за іншими даними — у Київській губернії; походив з дворянського роду Ходьків. Початкову освіту здобув у Кам'янець-Подільській чоловічій гімназії, де познайомився з Володимиром Дебогорієм-Мокрієвичем. Гімназії Ходько не закінчив, оскільки був виключений за вільнодумство. Пізніше навчався у Ніжинському ліцеї, де склав іспити до юридичного факультету Імператорського Київського університету Святого Володимира. Деякі джерела подають відомості про те, що Ходько навчався у Новоросійському університеті, де склав екзамен на сільського вчителя. Одначе Дебогорій-Мокрієвич у своїх спогадах стверджував, що це помилка. 1872 року, бувши студентом третього курсу, Ходько вступив до так званого «Гуртка американців», організованого Дебогорієм-Мокрієвичем. Сергій Подолинський у своїх спогадах називає Ходька одним з ватажків цього гуртка. 1873 року Ходько приїхав до Одеси, де провадив агітацію, втім безуспішну. Він був прихильником бакунізму, тоді як місцеві революціонери поділяли погляди Петра Лаврова. Сергій Подолинський, у листі до Валеріана Смирнова, характеризував тогорічну діяльність Ходька й інших «бремершлюсельців» у Одесі як «капості проти лавристів». Узимку того ж року ввійшов до бунтарського гуртка Дебогорія-Мокрієвича. Разом з товаришами відвідав Цюрих, однак швидко розчарувався в Європі та вирішив повернутися. У Швейцарії затоваришував з народником Феофаном Лермонтовим, якого познайомив зі своїми друзями. Лермонтов відрізнявся замкненою поведінкою, за це Ходько прозвав його «землерийкою» та «гробокопачем». Повернувшись на батьківщину, він, разом з іншою «американкою» Теклею Донецькою, почав відвідувати зібрання «Київської Комуни».

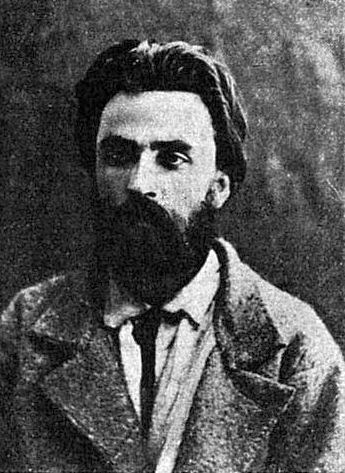
Володимир Дебогорій-Мокрієвич

### Утеча та мандрівка з Дебогорієм-Мокрієвичем

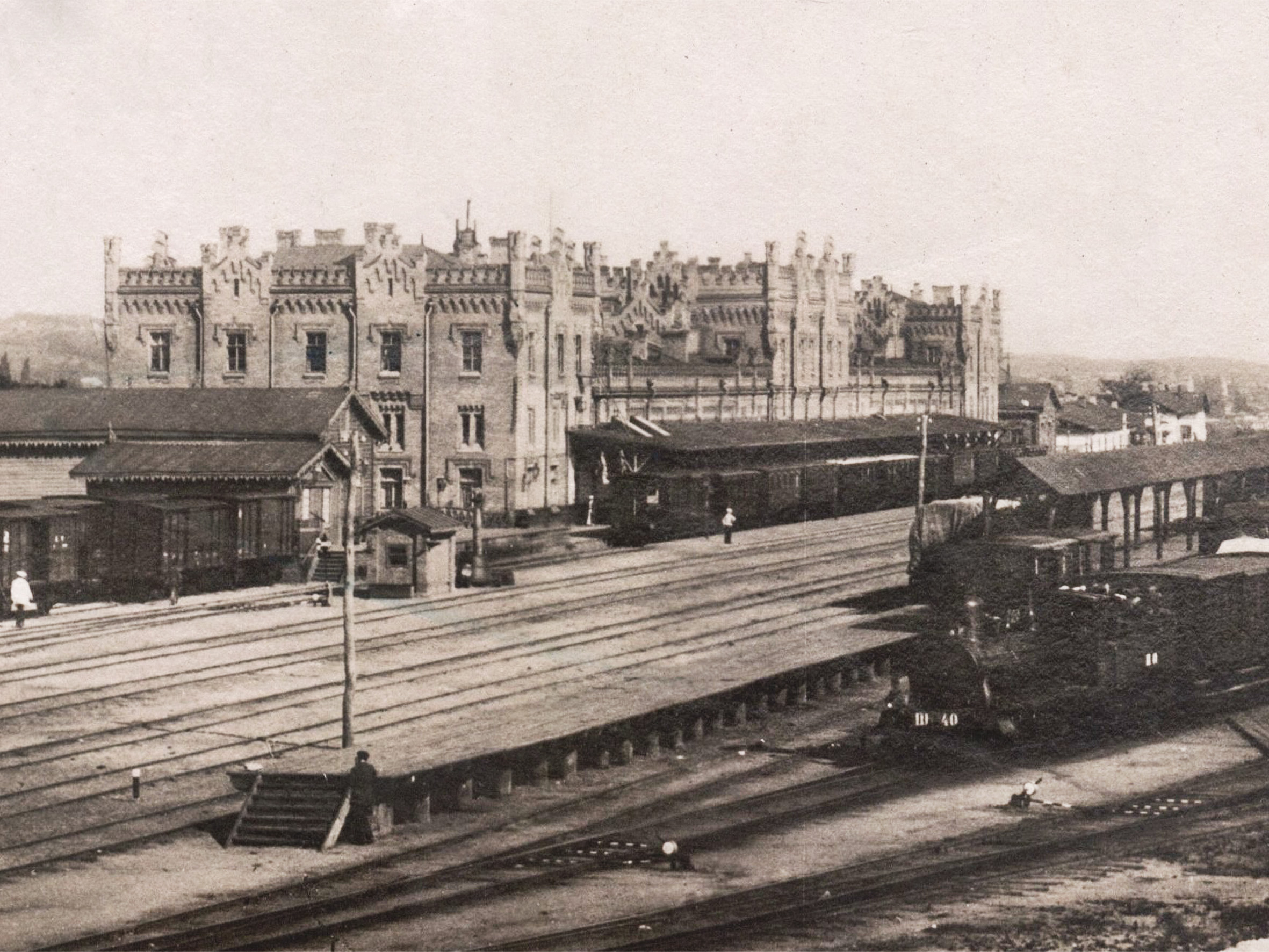
Київський вокзал. Кінець XIX сторіччя

Наприкінці 1873 року став вчителем, у селі Берестовці Борзнянського повіту, завдяки рекомендації його старої знайомої по народницьким гурткам Теклі Донецької. З нею Ходько був у близьких стосунках і, під час канікул, жив разом з нею у селі Плиски. Ще одним вчителем-народником у Плисках був Іван Трезвинський, який також отримав посаду завдяки протекції Теклі. Окрім викладання, народники займалися революційною пропагандою серед селян. Наприкінці серпня 1874 року, їхня діяльність була викрита через донос учителя Трудницького. Втім Володимир Дебогорій-Мокрієвич сумнівався, що Ходько провадив пропаганду серед незнайомих для нього селян та їхніх дітей — він був для цього «занадто розумним». На його думку, Ходька вирішили заарештувати тому, що на той час кожен студент, ставши сільським вчителем, автоматично ставав підозрілим. Також припускалося, що Ходько міг бути пов'язаним з гуртком братів Жебуньових. За однією з версій, Ходька, разом зі спільниками, було обшукано 23 серпня. За іншою, його товариші комуною дізналися, про майбутні арешти й відправили Олексія Дробиша-Дробишевського, щоб попередити Трезвинського та Ходько. У Плисках вісник зміг знайти лише Ходька, Трезвинський у той час був у від'їзді. На наступний день, 22 серпня, Ходько разом з Дробишем-Дробишевським залишити село і сіли на потяг на станції «Плиски». У потязі втікачі помітили, що за ними стежать жандарми. Вони спробували зійти на товарній києво-курській станції, але жандарми це їм заборонили. Народники вирішили втекти на Київському вокзалі, плануючи скористатись темрявою (вони прибували нічним потягом). Щоб розділити варту, вирішили виходити в різні двері. Одначе жандарм не дав Ходькові вийти в інші двері і наказав виходити разом з товаришем. Ходько заблокував двері і закликав Дробиша-Дробишевського тікати. Останній стрибнув на рейки та побіг. Жандармам вдалось спіймати втікача. Тим часом Ходько непомітно вийшов з вокзалу через залу першого класу і сховався у долині річки Либідь. Йому вдалося дістатися до квартири одного зі своїх товаришів. Там він поголив бороду і змінив одяг. У такому вигляді він прийшов до Дебогорія-Мокрієвича. Останній також помітив, що за ним слідкують жандарми, і вирішив з товаришем на деякий час виїхати за межі Російської імперії.
Ввечері на початку вересня, Ходько, разом з Дебогорієм-Мокрієвичем, залишили Київ. Вони йшли пішки по києво-житомирській дорозі, одягнуті у селянське вбрання. Ночували у лісах, а харчувалися хлібом з салом. За кілька верст до Коростишева вони переодяглися у міщанський одяг. У місті народники найняли єврейського візника – балагулу — який довіз їх до Бердичева, де вони сіли на потяг. Під час пересадки на станції «Здолбунів», втікачами зацікавився місцевий жандарм. Дебогорію-Мокрієвичу вдалося відвернути його увагу, забалакавши охоронця порядку. Народники доїхали потягом до прикордонного містечка Радзивилів. Там вони познайомилися з місцевими контрабандистами, що допомогли нелегально перетнути кордон. Діставшись до австро-угорського міста Броди, втікачі оселилися у готелі. Місцевий кельнер прийняв їх за польських революціонерів, агентів Національного уряду, але народники запевнили його у своїй непричетності до цієї організації. Згодом вони доїхали поїздом до Львова.
Зі Львова народники через Краків, Відень та Мюнхен прибули до Боденського озера. Перебравшись через озеро, вони опинилися у швейцарському місті Романсгорн, де одразу виникли проблеми з прикордонними жандармами. Щоб їх не повернули до Росії, народники видали себе за поляків з Галичини. На той час місцеві правоохоронці якраз шукали групу польських фальшівників грошей. За Дебогорієм-Мокрієвичем та Ходьком було встановлено спостереження. У Швейцарії вони познайомилися з народниками Замфіром Раллі та Іполітом Мишкіним. Після того, як останній повернувся до Росії, Ходько з товаришами також вирішили поїхати до батьківщини. Приблизно у жовтні 1874 року, Ходько, разом з Дебогорієм-Мокрієвичем та Раллі, вирушили до Румунії. Там товариші розділилися — Ходько вирішив сам повернутися до Російської імперії. Наприкінці жовтня, він, разом з контрабандистами, перебирався через річку Прут. Перехід виявився складним, Ходько змок і порізав кригою руки. Одразу після переходу він сильно захворів, у нього розвився туберкульоз. Він був вимушений переховувався від влади в одному з містечок Подільської губернії. Коли Дебогорій-Мокрієвич відвідав Ходька, то останній «змарнів, задихався, кашляв». Стан Ходька був настільки жалюгідним, що, на думку Дебогорія-Мокрієвича, «його життя було закінчене».

### Повернення та подальше життя
Ходько довгий час переховувався, доки, «змучений нелегальним життям і матеріальною скрутою до краю», не оселився відкрито у Києві. Ходька заарештували під час обшуку у помешканні Теклі Донецької, за різними джерелами це сталося у травні або серпні 1875 року. Він був настільки хворим, що його довелося зоставити під домашнім арештом. У жовтні Ходька помістили до Університетської клініки, приставивши до нього «поліцейський караул». Він притягувався до дізнання у справі про пропаганду в Імперії. Справу Ходька було закрито через «відсутність практичної шкоди та хиткість доказів» за найвищим велінням від 15 липня 1876. За ним було встановлено нагляд, але без обмежень для проживання. З 15 вересня 1876 Ходько перебував під наглядом у Києві, у жовтні відбув до Криму на лікування. У 1878 році, за розпорядженням київського генерал-губернатора Михайла Черткова, підлягав висланню з Києва як політично неблагонадійний. Ходько уник заслання і переховувався в Одесі та Мещовську. В останньому його заарештували та 30 вересня 1879 року відрядили до Києва. За розпорядженням київського генерал-губернатора від 15 жовтня 1879 року його вислали під гласний нагляд до Вятської губернії.
Був оселений у Царевосанчурську Яранського повіту 4 листопада 1879 року. Зважаючи на хворобу, Ходька згодом перевели до Астраханської губернії, а 1881 року — до Мещовська. Там він і помер 2 травня того ж року.

## Особистість
Володимир Дебогорій-Мокрієвич так писав про свого товариша:

Це був розумний і добрий, майже ніжного серця чоловік, котрий ретельно, однак, приховував від всіх свою доброту і бажав завжди здаватися суворим, подібно Люпусу з романа Віктора Гюґо, за що ми і прозвали його Люпусом. Вся злочинність цієї людини полягала в тім, що він був пройнятим глибоким бажанням бути скільки-небудь корисним для народу, і за це переслідував його уряд до самої смерті.
Оригінальний текст (рос. дореф.)
[Это былъ умный и добрый, почти нѣжнаго сердца человѣкъ, тщательно, однако, скрывавшій отъ всѣх свою доброту и желавшій всегда казаться суровымъ, подобно Люпусу въ романѣ Виктора Гюго, за что мы и прозвали его Люпусомъ. Вся преступность этого человѣка состояла въ томъ, что онъ былъ проникнутъ глубокимъ желаніемъ быть сколько-нибудь полезнымъ для народа, и за это прѣследовало его правительство до самой смерти.] Помилка: [undefined] Помилка: {{Lang}}: немає тексту (допомога): невпізнаний код мови: ru-dor (допомога)

В іншій частині своїх спогадів, Дебогорій-Мокрієвич характеризував Ходька як «людину з невичерпним запасом дотепності та хохлацького гумору».
У «Списку осіб, залучених до дізнання і ще не розшуканих», опублікованому в лютневому випуску журналу «Вперёд!» за 1875 рік, Івана Ходька описано як високого худорлявого брюнета, що носить окуляри.

## У культурі
Іван Ходько — епізодичний персонаж у романі Валерія Язвицького «Непереможений бранець», присвяченому життю народника Іполіта Мишкіна.

## Зауваження
1. ↑  Таке прізвисько дали бакуністам їхні ідейні вороги лавристи. Походить від назви будинку де мешкали бакуністи в Цюриху.
2. ↑  Див. у Вікісловнику балагула
3. ↑  Раллі фігурує у спогадах Дебогорія-Мокрієвича під криптонімом Р.